# 清宮殘夢 (台視電視劇)
《清宮殘夢》是臺灣電視公司（台視）《台視國語電視小說》系列國語連續劇《開國前後》的第一部作品（第二部為《青天白日》），於1970年12月1日至12月31日期間播出，為台灣電視史上首部國語清裝劇、第一齣以彩色播出的電視劇。

## 劇情大綱
敘述清末光緒皇帝與珍妃的愛情故事，以及他們身後那個無奈且貧富不均、變幻莫測的國際政經局勢。

## 製作人員
- 製作人：朱白水、魯稚子
- 原著：德齡
- 編劇：趙琦彬、丁衣、魯稚子、鍾雷、朱白水、張永祥
- 導播：朱白水、林登義

## 製作
此劇原訂劇情只演到辛亥革命成功，但因原著小說受到歡迎且此劇受到重視，故延長劇情到護法之役，長度增加三分之一。為趕上播出，劇組不停趕拍才完成此劇。

## 主要演員
- 張冰玉：飾慈禧太后[5]
- 江明：飾光緒皇帝
- 范家玲：飾隆裕皇后
- 李璇：飾珍妃
- 魏甦：飾李蓮英
- 曹健：飾翁同龢
- 常楓：飾榮祿
- 王孫：飾李鴻章
- 寇恆祿：飾康有為
- 倪敏然：飾小德張[6]
- 韓甦：飾王商
- 張允文：飾端王
- 高明：飾剛毅
- 孫嘉林：飾瑾妃
- 孟萍：飾春壽
- 儀銘：飾袁世凱
- 張小燕：飾秋瑾

## 主題歌
〈清宮殘夢〉
作詞：莊奴；作曲：李鵬遠；演唱：包娜娜

## 外部連結
- 互联网电影数据库（IMDb）上《清宮殘夢》的资料（英文）